# Jean Lauand
Luiz Jean Lauand é Professor Titular Sênior da Faculdade de Educação da Universidade de São Paulo.  Professor Investigador e Pesquisador Emérito do Instituto Jurídico Interdisciplinar da Universidade do Porto. Preside o CEMOrOc Centro de Estudos Medievais- Oriente e Ocidente USP. Prof. Investigador da   Universitat d'Alacant (Espanha)  - IVITRA  (Institut  Virtual  Internacional de  Traducció). Membro da Euro-Mediterranean Academy of Humanities, Social Sciences and   Education, sediada na Università degli Studi Suor Orsola Benincasa  (Nápoles). Membro correspondente da Real  Academia de Letras de  Barcelona. Professor Colaborador do Colégio Luterano São Paulo. 